# Кощенко, Дмитрий Александрович
Дмитрий Александрович Кощенко (род. 21 мая 1977 года, Ташкент, Узбекская ССР, СССР) — российский политический и государственный деятель. Действительный муниципальный советник 1 класса. Глава Нижневартовска с 4 декабря 2021 года.

## Биография
Дмитрий Александрович Кощенко родился 21 мая 1977 года в столице Узбекистана, городе Ташкенте. В 2000 году закончил Тюменский государственный университет по специальности «Юриспруденция».
Трудовая деятельность
С 2000 года Кощенко начал работу в налоговой службе сначала Нягани, потом Лангепаса и Нижневартовска. В декабре 2016 года назначен на должность заместителя главы Нижневартовска. В мае 2018 года переведён на должность заместителя главы города по экономике и финансам. С 26 мая 2021 года по 3 декабря 2021 года временно исполнял полномочия мэра Нижневартовска. С 4 декабря 2021 года стал полноправным главой города Нижневартовска.
Дмитрий Кощенко женат. Есть ли у него дети — неизвестно.

## Классный чин
Имеет классный чин «Действительный муниципальный советник 1 класса».

## Награды
Ведомственные знаки отличия:
— «Отличник ФНС России»;
— «Почётный работник ФНС России».